# Деми
Деми (фр. Demie) насеље је и општина у источној Француској у региону Франш-Конте, у департману Горња Саона која припада префектури Везул.
По подацима из 2011. године у општини је живело 149 становника, а густина насељености је износила 23,8 становника/km². Општина се простире на површини од 6,26 km². Налази се на средњој надморској висини од 400 метара (максималној 447 m, а минималној 260 m).

## Демографија
| 1962. | 1968. | 1975. | 1982. | 1990. | 1999. | 2011. |
| ----- | ----- | ----- | ----- | ----- | ----- | ----- |
| 76    | 71    | 53    | 97    | 89    | 66    | 149   |

График промене броја становника у току последњих година